# 声音嘶哑
声音嘶哑（英語：Hoarse voice，hoarseness）又称声音沙哑、沙啞聲、声嗄、喉瘖，是指声音不自觉地听起来有气喘、沙哑或紧张，或者音量变小或音调变低。  声音嘶哑，可能与喉咙不适或发痒有关。 声音嘶哑通常是喉部声带问题的症状。 它可能是由喉炎引起的，而喉炎又可能是由上呼吸道感染、感冒或过敏引起的。 在体育比赛中欢呼，在嘈杂的环境中大声说话，说话时间过长而不休息，大声唱歌，或说话时声音过高或过低，也会引起暂时性的声音嘶哑。 导致失声的原因还有很多，治疗方法通常是让嗓子休息并治疗根本原因。 如果原因是误用或过度用嗓，多饮水可能会缓解问题。 
它似乎更常见于女性和老年人。 此外，某些职业群体，如教师和歌手，面临的风险更大。  
应由医生评估长期声音嘶哑或持续超过三周的声音嘶哑，尤其是在与感冒或流感无关的情况下。如果声音嘶哑伴有咳血、吞咽困难、颈部肿块、说话或吞咽时疼痛、呼吸困难或完全失声超过数天，也建议去看医生。 要将声音归类为 "发音障碍"，必须在一个或多个发声参数上出现异常：音高、响度、质量或变化性。 在感知上，发音障碍的特点是声音嘶哑、有气无力、刺耳或粗糙，但仍然存在某种发声。 
发音障碍可分为两大主要类型：器质性和功能性，分类基于潜在的病理。虽然发音障碍的原因可分为五个基本类别，但这些原因都会导致声带在呼气时正常振动的能力中断，从而影响声音。对发音障碍的评估和诊断是由一个多学科小组完成的，涉及使用各种主观和客观测量方法，这些测量方法着眼于声音的质量以及喉部的物理状态。 已经开发了多种治疗方法来解决发音障碍的器质性和功能性原因。发音障碍可以通过直接治疗、间接治疗、医学治疗和手术来解决。功能性发音障碍可以通过直接和间接的声音疗法来治疗，而对于慢性器质性发音障碍则推荐手术治疗。 

## 原因
声音嘶哑最常见的原因是喉炎（急性42.1%；慢性9.7%）和功能性发音障碍（30%）。 声音嘶哑也可由喉部肿瘤引起（良性10.7-31%；恶性2.2-3.0%）。 总体上不太常见的原因包括神经源性疾病 (2.8-8.0%)、心理疾病 (2.0-2.2%) 和衰老 (2%)。 
导致声带异常振动的各种不同原因可引起发音障碍。这些原因可能包括从声音滥用和误用到全身性疾病。发音障碍的原因可以分为五个基本类别，尽管类别之间可能会出现重叠。     （请注意，此列表并非详尽无遗）：
1. 肿瘤性/结构性：声带组织的不正常生长。
  - 發育不良
  - 囊腫
  - 息肉
  - 小结
  - 癌
2. 炎症性：声带组织因炎症而发生变化。 
  - 过敏
  - 感染
  - 逆流
  - 吸烟
  - 创伤
  - 声音滥用
3. 神经肌肉：控制喉部功能的神经系统的任何组成部分出现紊乱。
  - 多发性硬化症
  - 重症肌無力
  - 帕金森病
  - 痉挛性失声症
  - 神经损伤
4. 相关的系统性疾病：有影响声音的表现的系统性疾病。
  - 肢端肥大症
  - 类淀粉沉积症
  - 甲狀腺機能低下症
  - 结节病
5. 技术性：与肌肉功能不佳或心理压力有关，喉部没有相应的生理异常。
  - 精神性，如解离障碍[16]
  - 过度需求
  - 压力
  - 声带紧张

### 就业
有人提出，某些职业群体可能会因工作中过度或强烈的声音需求而增加患发音障碍的风险。关于这个主题的研究主要集中在教师和歌手身上，尽管一些研究已经检查了其他重度声音使用者（例如演员、啦啦队、有氧运动教练等 ）。  目前，众所周知，教师和歌手很可能会报告发音障碍。  此外，体育教师、嘈杂环境中的教师以及习惯性大声说话的人面临的风险增加。 然而，职业性嗓音使用者的确切流行率尚不清楚，因为个别研究在获取数据的方法上差异很大（例如，对“歌手”采用不同的操作定义）。  

## 机制
位于颈部前部的是喉部（也称为发声盒），该结构由多个支撑软骨和韧带组成，其中包含声带。 在正常的发声过程中，呼出的空气从肺部排出并向上通过声道。 在喉部，呼出的空气使声带向声带中线移动（这一过程称为内收）。内收的声带不会完全闭合，而是保持部分打开。褶皱之间的狭窄开口称为声门。  当空气穿过声门时，它会导致空气颗粒变形，从而使声带产生振动运动。正是这种振动运动产生了发声或声音。 在发音障碍中，产生适当程度发声的能力受损。更具体地说，它是由声带振动或喉部神经供应受损引起的。 

## 诊断
发音障碍的评估和诊断由多学科团队完成，例如耳鼻喉科医生和语言病理学家，涉及使用客观和主观措施来评估语音质量，如以及声带组织和振动模式的状况。 

### 定义
发音障碍是一个广泛的临床术语，指的是声音的异常功能。  更具体地，当以下语音参数中的一个或多个存在异常或损伤时，语音可被归类为“发音障碍”：音调、响度、质量和可变性。 例如，异常音调的特征可能是声音太高或太低，而异常响度的特征可能是声音太小或太响。 类似地，具有频繁、不适当中断的声音表征异常质量，而单调（即，非常平坦）或不适当波动的声音表征异常可变性。 虽然声音嘶哑与发音障碍可互换使用，但重要的是要注意这两者不是同义词。声音嘶哑只是一个主观术语，用于解释发音障碍声音的感知质量（或声音）。 虽然声音嘶哑是发音障碍的常见症状（或主诉）， 还可能存在其他几种体征和症状，例如：呼吸困难、粗糙和干燥。此外，当声音对个人的功能或职业需求造成问题或不适合他们的年龄或性别时，可将其归类为发音障碍。 

### 听觉感知测量
由于其快速和非侵入性的特性，听觉感知测量是临床医生最常用的评估语音质量的工具。 此外，这些措施已被证明在临床环境中是可靠的。 评级用于评估患者语音的各种语音特征的质量，包括整体严重程度、粗糙度、呼吸、紧张、响度和音调。这些评估是在自发的演讲、句子或段落阅读或持续的元音产生期间完成的。  GRBAS（Grade、Roughness、Breathiness、Asthenia、Strain）和 CAPE-V（Consensus Auditory Perceptual Evaluation-Voice）是两种通常用于此目的的正式语音评级量表。 

### 声带成像
临床医生使用声带成像技术来检查声带，并允许他们检测声带病理并评估声带振动的质量。喉频闪镜检查是用于此目的的主要临床工具。喉频闪镜使用同步闪光通过刚性或柔性喉镜来提供声带运动的图像；该图像是通过对几个振动周期进行平均而创建的，因此不是实时提供的。 由于该技术依赖于周期性声带振动，因此不能用于中度至重度发声困难的患者。 声带的高速数字成像（ videokymography ）是另一种成像技术，不受喉频闪镜检查相同的限制。使用硬性内窥镜以每秒8000帧的速度拍摄图像，并实时显示图像。同样，该技术允许对非周期性振动进行成像 ，因此可用于出现各种严重程度的发声困难的患者。

### 声学措施
声学测量可用于提供声音功能的客观测量。信号处理算法应用于持续发声或自发讲话期间的录音。 然后可以检查的声学参数包括基频、信号幅度、抖动、微光和噪声谐波比。 然而，由于所采用算法的限制，这些措施不能用于表现出严重发音困难的患者。 

### 空气动力学措施
声音的空气动力学测量包括风量、气流和声门下气压的测量。声音的正常空气动力学参数因人而异，这导致发音障碍和非发音障碍患者之间存在很大的重叠范围。这限制了这些措施作为诊断工具的使用。 尽管如此，当与其他语音评估措施一起使用时，它们还是很有用的，或者作为随着时间的推移监测治疗效果的工具。 

## 预防
鉴于某些职业更容易发生发声障碍（例如教师），因此已经开展了针对预防研究的研究。 对发音障碍预防策略有效性的研究尚未产生明确的结果，但是，研究仍在进行中。  主要有两种被专业人士认可的有助于预防的声乐训练：直接和间接。直接预防是指努力减少可能会增加声带负荷的条件（如病人教育、放松策略等），而间接预防策略是指改变发声的基本生理机制（如调整声带内收的方式、呼吸训练、改变姿势习惯等）。  

## 治疗
虽然语音问题没有统一的分类，但语音障碍可以分为某些类别：例如，器质性（结构性或神经源性）、功能性、神经性（心理性）或医源性。 根据声音问题的诊断和严重程度，以及根据声音障碍所属的类别，可以向患者建议各种治疗方法。专业人士必须牢记，没有一种通用的治疗方法，而是临床方法必须找到针对特定患者的最佳有效行动方案。 
治疗方法主要有三种：药物治疗、语音治疗和手术治疗。 必要时，某些声音障碍会使用多种治疗方法。 例如，医疗包括使用肉毒杆菌毒素（botox）或抗反流药物。肉毒杆菌素是治疗痉挛性发音障碍等语音障碍的关键药物。 语音治疗主要用于有语音误用或滥用的潜在原因的患者。 喉科医师还向患有器质性声音障碍的患者推荐这种类型的治疗，例如声带结节、囊肿或息肉，以及治疗功能性发音困难。 也可以实施某些手术治疗 - 声带显微手术（用显微镜去除声带病变）、喉部框架手术（操纵声箱）以及注射增强术（向声带褶皱处注射物质以改善闭合 ）。对于器质性发音困难的患者，可能会推荐手术治疗。  
间接治疗法（用于改变影响声带的外部因素的方法）和直接治疗法（用于以声带使用过程中的运作机制，如发音或呼吸为重点的方法）的结合，可用于治疗发音障碍。

### 直接疗法
直接疗法解决发声的物理方面。 技术可以改变声带接触，管理呼吸模式，和/或改变喉部的张力。 值得注意的技术包括但不限于打哈欠法、最佳音高、喉部操作、哼唱、重音法和Lee Silverman Voice Treatment 。  直接治疗的一个例子是喉周手法治疗，它已被用于减轻张力和按摩舌骨-喉部肌肉。 该区域通常因喉部的慢性抬高而紧张。 当患者哼唱或维持元音时，压力会施加到这些区域。 传统的声音疗法常用于治疗肌肉紧张性发声困难。 

### 间接疗法
间接疗法考虑了可能影响发声的外部因素。 这包括保持声音卫生习惯，以及预防有害的声音行为。 声带卫生包括声带的充足水分、监测声音使用和休息的量、避免声带滥用（例如，大喊、清嗓子），并考虑可能影响声带健康的生活方式选择（例如，吸烟、睡眠习惯）。 在剧烈的声乐活动之前，可以采用声乐热身和放松来改善肌肉紧张并降低受伤的风险。 应该考虑到，单独的声音卫生习惯对治疗发音困难的效果微乎其微，因此应与其他疗法结合使用。 

### 药物和手术
已推荐药物和手术治疗来治疗器质性发音困难。痉挛性发声困难（由于声带过度内收导致发声周期性中断导致声音嘶哑）的有效治疗方法是注射肉毒杆菌毒素。  该毒素通过阻断甲状腺杓状肌释放乙酰胆碱起作用。虽然使用肉毒杆菌毒素注射被认为是相对安全的，但患者对治疗的反应在初始阶段有所不同；一些人报告说，注射的副作用是吞咽问题和呼吸困难的声音质量。  男性的呼吸困难可能比女性持续更长的时间。 
手术涉及喉部肌肉的肌切除术以减少声音中断和喉成形术，其中改变喉部软骨以减少张力。 

## 流行病学
发音障碍是语音障碍的通用术语，有时与声音嘶哑的感知语音质量同义。它是所有到初级保健提供者处就诊的人中的1%的原因。 初级保健患者出现声音嘶哑的终生风险为30%。由于声音嘶哑是一种普遍症状，因此它与许多喉部诊断有关。 
与发音障碍相关的性别和年龄差异是相互作用的。 65 岁以下成年人发音障碍的患病率为6.6%。发音障碍在成年女性中比男性更常见，  可能是由于与性别有关的发声机制的解剖学差异。 然而，在儿童时期，男孩的发音障碍比女孩更常见。 由于青春期前男孩和女孩的喉部在解剖学上没有差异，因此有人提出，男孩的声音障碍发生率较高是由于社交活动的嘈杂、个性因素或更频繁的不恰当的发声引起的。 儿童中最常见的喉部诊断是声带小结，这种情况已知与破坏嗓子的行为有关。 然而，因果关系尚未得到明确证实。 儿童发音障碍的总体患病率为3.9%-23.4%，最常见于8-14岁之间的儿童。 在老年人中，发音障碍既与自然发生的解剖学和生理学变化有关，也与较高的病理状况率有关。 老年人发音障碍的患病率为 29%。 关于一般人群中老年人发声障碍患病率的调查结果差异很大，范围为4-29.1%。 这种可变性可能是由于从参与者那里获取信息所使用的方法不同。老年人中最常见的喉部诊断是息肉、喉咽反流、肌张力障碍、声带麻痹、声带肿块、声门功能不全、恶性病变和影响喉部的神经系统疾病。 